# Миленко Цвијовић
Миленко Цвијовић (1863−1915) био је драгачевски каменорезац из Дучаловића. Некада је убрајан међу цењеније мајсторе Доњег Драгачева.

## Живот
Рођен је 1863. године у Дучаловићима. Није познато где је и од кога учио каменорезачки занат. Највероватније је био самоук. Израдио је велики број споменика у Дучаловићима и околним селима. Умро је 1915. године и сахрањен на гробљу Садљике, а на споменик, поред осталог, уклесан му је каменоразачки алат.
МИЛИНКО ЦВИЈОВИЋ
бивши каменорезац
надгробниг споменика
рођен од родитеља
Неранџе и Аксентија Р. Цвијовића
из Дучаловића
1863. г.
поживи 52 г.
и умреје 10. II 1915. г.
овде је сахрањен пред овај споменик
а поред своје мајке Неранџе
Бог даму душу прости:
Овај спомен подиже му:
син Саво Цвијовић, са своје деце.

## Дело
Споменике клесао од пешчара и украшавао хришћанским симболима и орнаменталним и ликовним представама: крстовима, стилизованим лозицама, голубовима који зобљу грожђе, занатским алаткама и сл. Од осталих мајстора издваја га посебан колорит, јер је све детаље на споменицима бојио интензивним бојама, тако да личе на иконе. У епитафе је правилним, мало размакнутим словима уписивао детаљне биографске податке о покојницима.
Израдио је велики број споменика, између осталих и надгробнике оцу и мајци на гробљу Садљике у Дучаловићима:

Споменик Неранџи Цвијовић (†1907) (Дучаловићи, гробље Садљике)
У овом Мрачном Гробу
а вечном Дому
почивају Смртни Остатци
НЕРАНЏЕ
супруге Аксентија Цвијовића
из Дучаловића
поживи 61 г.
а умрла 14 Марта 1907 год.
Спомен подиже јој син Миленко.

Споменик Аксентију Цвијовићу (†1909 (Дучаловићи, гробље Садљике)
АКСЕНТИЈЕ ЦВИЈОВИЋ
рођен од родитеља
Ристивоја Цвијови: Шибинца,
из Дучаловића 1840. Г.
часно и поштено поживи 69 г.
и умро 13-V-1909.г
и овдеје сахрањен
пред овај Споменик
а и поред своје супруге Неранџе
Бог даму душу прости.
Овај Спомен подиже му
од сина Миленка,
унук Саво Цвијовић,
са помоћу своје деце.